# 瓦西科維奇
51°5′24″N 28°42′16″E / 51.09000°N 28.70444°E
瓦西科維奇（烏克蘭語：Васьковичі），是烏克蘭的村落，位於該國北部日托米爾州，由科羅斯堅區負責管轄，始建於1763年，面積4.56平方公里，海拔高度157米，人口800。